# Corryocactus brevistylus
Corryocactus brevistylus es una especie de planta suculenta perteneciente al género Corryocactus, dentro de la familia Cactaceae. Se distribuye desde el sur de Perú hasta el norte de Chile.

## Descripción

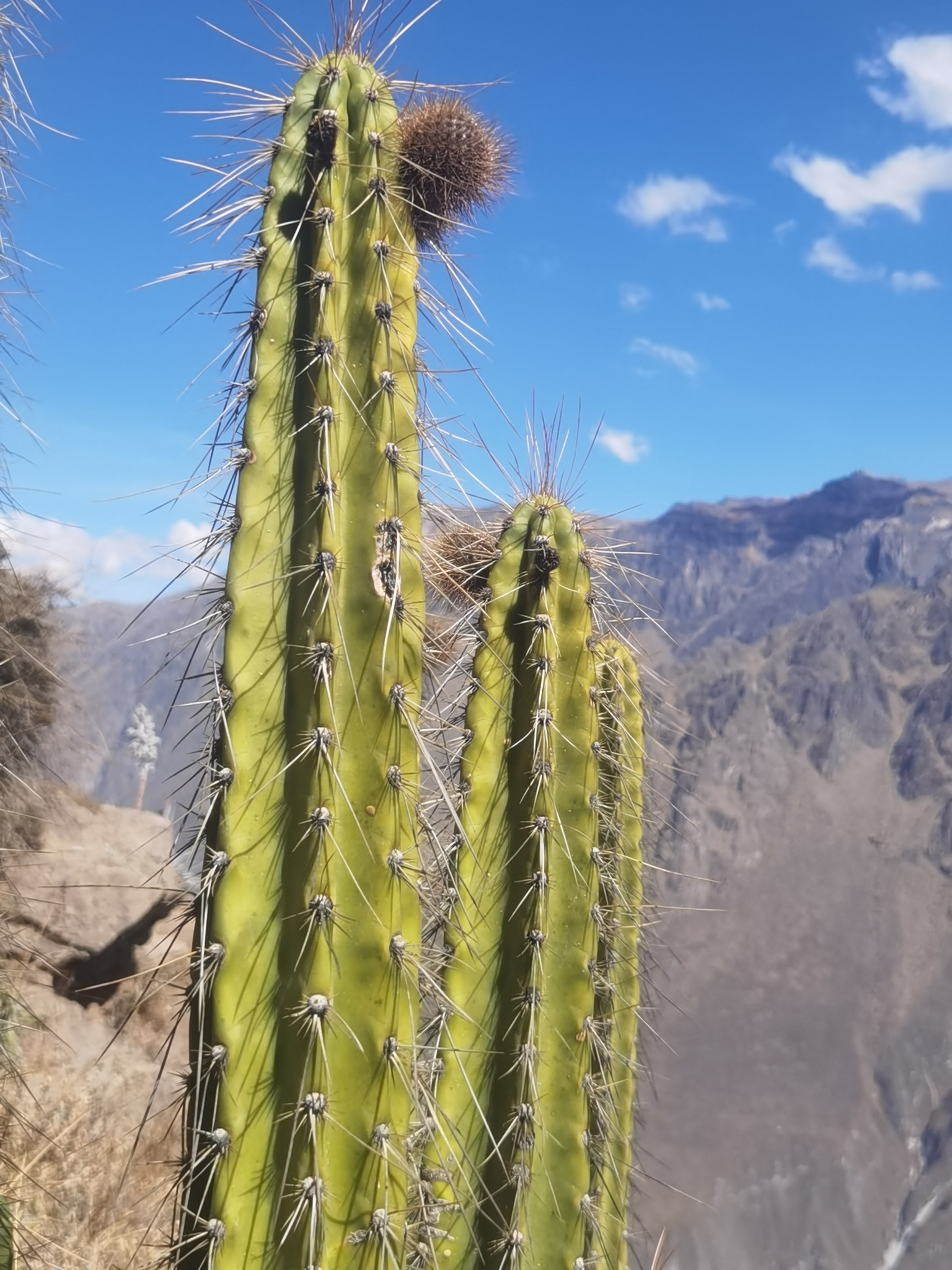
Detalle del tallo

Corryocactus brevistylus es una especie de cactus arbustivo que se ramifica fuertemente desde la base, alcanzando alturas de 2 a 5 m. Los tallos crecen de forma erecta, son de color verde oscuro a verde claro amarillento y miden de 12 a 15 cm de diámetro.
Presentan de 6 a 8 costillas muy prominentes, sobre las cuales se asientan areolas redondeadas. Éstas son grandes, circulares y elevadas, que aunque inicialmente son de color café-anaranjadas con la edad se tornan grises. Están separadas unas de otras de 2 a 4 cm y tienen unas 15 espinas derechas de color amarillo a marrón rojizo, que con la edad se vuelven más claras. Tienen forma acicular y no están bien diferenciadas en centrales y radiales. Aun así, las espinas del borde son delgadas y cortas y miden de 0,3 a 3 cm de longitud. En cambio, las 2 o 4 espinas más céntricas son más largas y generalmente miden entre 4 y 10 cm (aunque pueden llegar a medir hasta 24 cm).

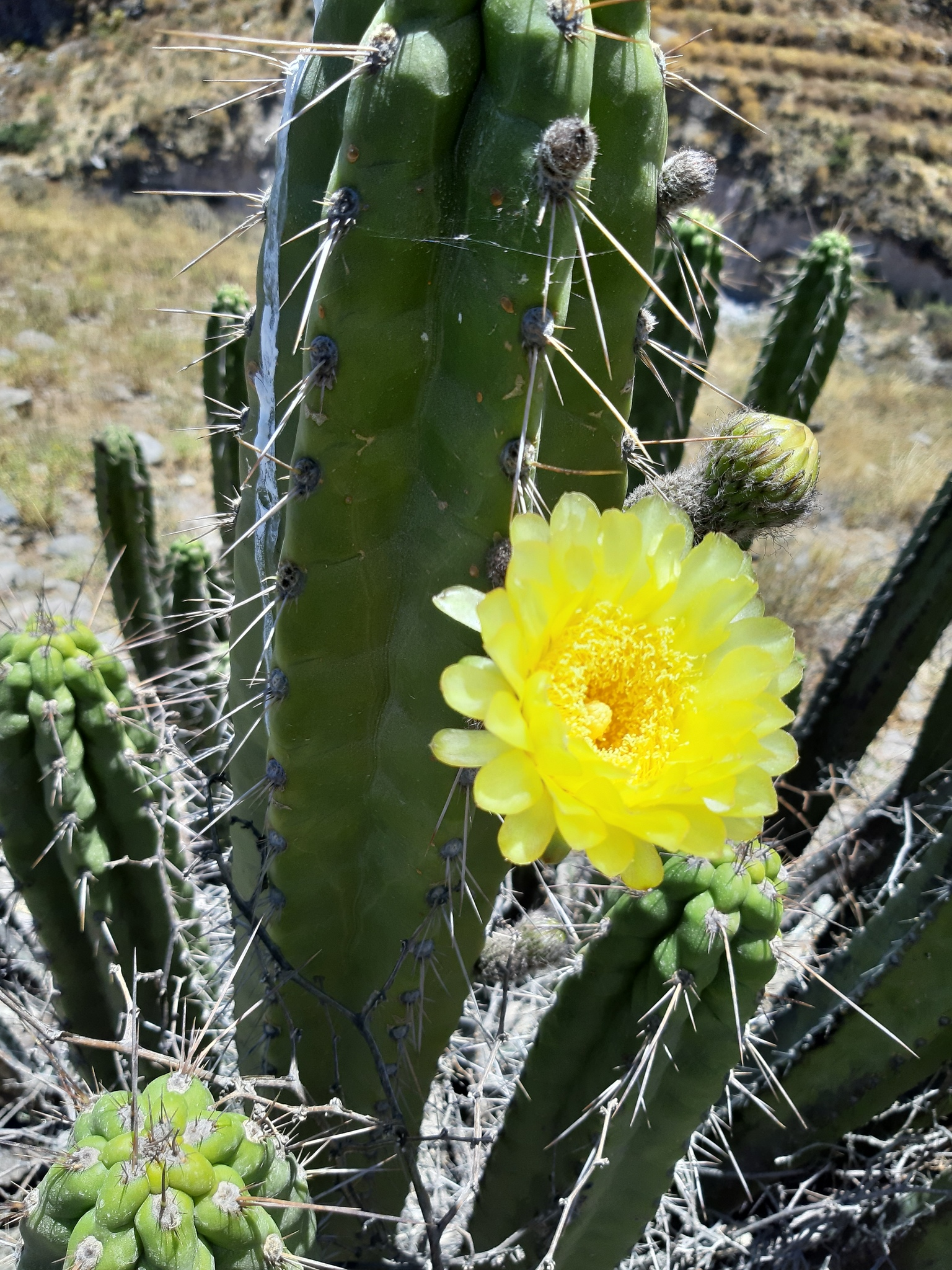
Detalle de la flor

Las flores se abren durante el día, son amarillas y tienen forma de embudo. Aparecen lateralmente en los tallos, no tienen perfume y miden de 8 a 11 cm de longitud hasta 10 cm de diámetro. El tubo floral está densamente cubierto de escamas angostas de color verde-grisáceas y fieltro grisáceo. Los estambres aparecen doblados hacia adentro, los estilos son cortos y el estigma es muy ramificado.

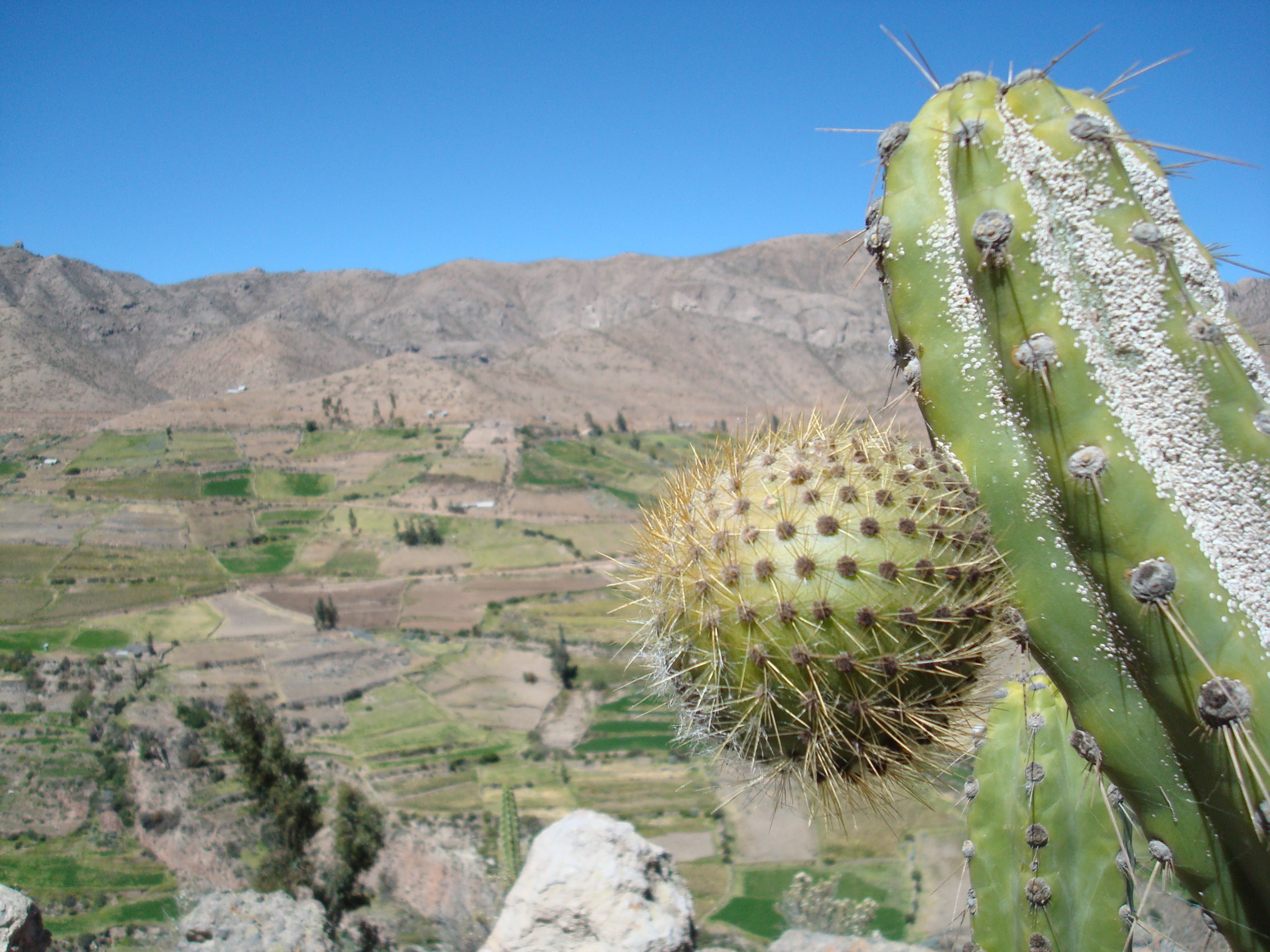
Detalle del fruto

Los frutos son grandes, tienen forma redondeada y miden de 7 a 10 cm de diámetro. Son de color verde amarillento y tienen abundantes espinas que pierden al madurar. Contienen en su interior una pulpa jugosa con semillas ovales de color marrón.

## Distribución y hábitat
El área de distribución nativa de esta especie abarca desde el sur de Perú hasta el norte de Chile y crece principalmente en biomas desérticos o de matorral seco.

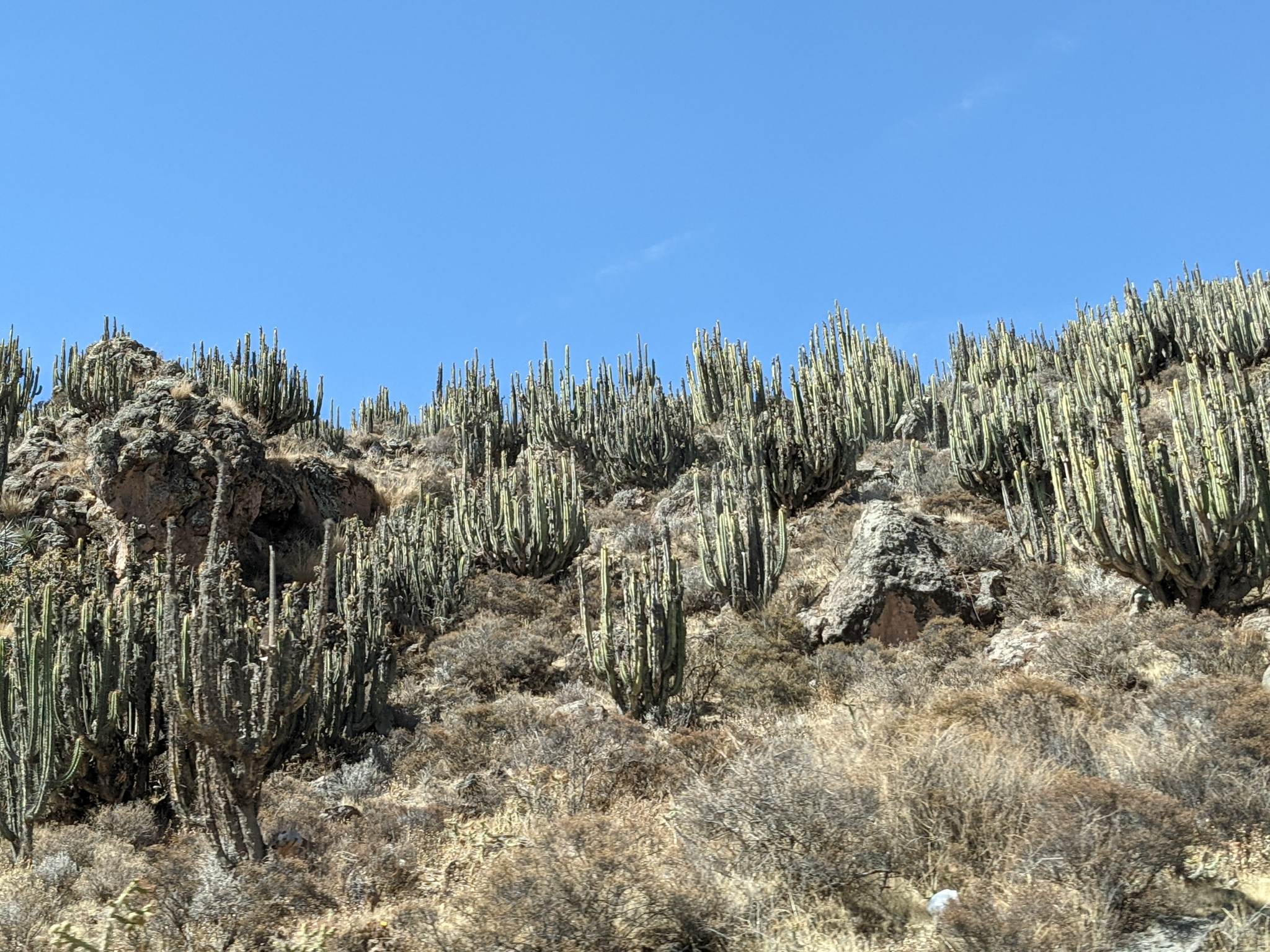
En su hábitat

Crece en laderas de cerros, lugares pedregosos, arenosos y rocosos, con poca agua o humedad, entre los 2000 a 3600 m s. n. m. No tolera temperaturas de más de 10 °C, y es común en los valles interandinos.

## Ecología
Sobre las plantas de esta especie crece una planta epífita conocida como Tillandsia usneoides. Ésta no es un parásito biológico como el muérdago, ya que no perfora los tallos ni extrae nutrientes. Sin embargo puede llegar a bloquear el sol, impidiendo parcialmente la fotosíntesis, por lo que los cactus que contienen éstas plantas epífitas producen menos frutos.
Además sus frutos son consumidos por los guanacos (Lama guanicoe), los cuales ayudan a dispersas sus semillas.

## Taxonomía
La primera descripción de esta especie fue como Cereus brevistylus, publicada en 1913 por los botánicos alemanes Karl Moritz Schumann y Friedrich Karl Johann Vaupel en la revista científica Botanische Jahrbücher für Systematik, Pflanzengeschichte und Pflanzengeographie 111: 17.
Posteriormente, los botánicos estadounidenses Nathaniel Lord Britton y Joseph Nelson Rose colocaron la especie en el género la especie en el género Corryocactus, pasando a llamarse Corryocactus brevistylus y anotando estos cambios en el libro The Cactaceae; descriptions and illustrations of plants of the cactus family 2: 66–67, f. 99, 101, en 1920.
Etimología
- Corryocactus: nombre genérico otorgado en honor a Thomas Avery Corry (1862-1942), quien, como ingeniero de la compañía ferroviaria peruana Ferrocarril del Sur, ayudó a descubrir las plantas. De hecho, las primeras tres especies conocidas del género crecían cerca de la recién construida vía férrea. Además, la terminación cactus es un término latino que alude a las plantas del género Cactaceae.
- brevistylus: epíteto específico que deriva de las palabras latinas brevis (que significa ‘corto’) y stylus (que significa ‘estilo’), haciendo referencia al característico tamaño corto del estilo de la flor de la especie.[7]

Sinonimia
- Cereus brevistylus K.Schum. ex Vaupel, 1913
- Corryocactus brevispinus Rauh & Backeb., 1956 publ. 1957
- Corryocactus brevistylus subsp. puquiensis (Rauh & Backeb.) Ostolaza, 1998
- Corryocactus brevistylus var. puquiensis (Rauh & Backeb.) F.Ritter, 1981
- Corryocactus krausii Backeb., 1956 publ. 1957
- Corryocactus pachycladus Rauh & Backeb., 1956 publ. 1957
- Corryocactus puquiensis Rauh & Backeb., 1956 publ. 1957

## Estado de conservación
En la Lista Roja de Especies Amenazadas de la UICN, la especie está clasificada como “Vulnerable (VU)”.
La especie no presenta amenazas destacables aunque en el departamento peruano de Arequipa, muchas plantas se ven afectadas por la planta parásita Ligaria cuneifolia.

## Importancia económica y cultural

### Cultivo

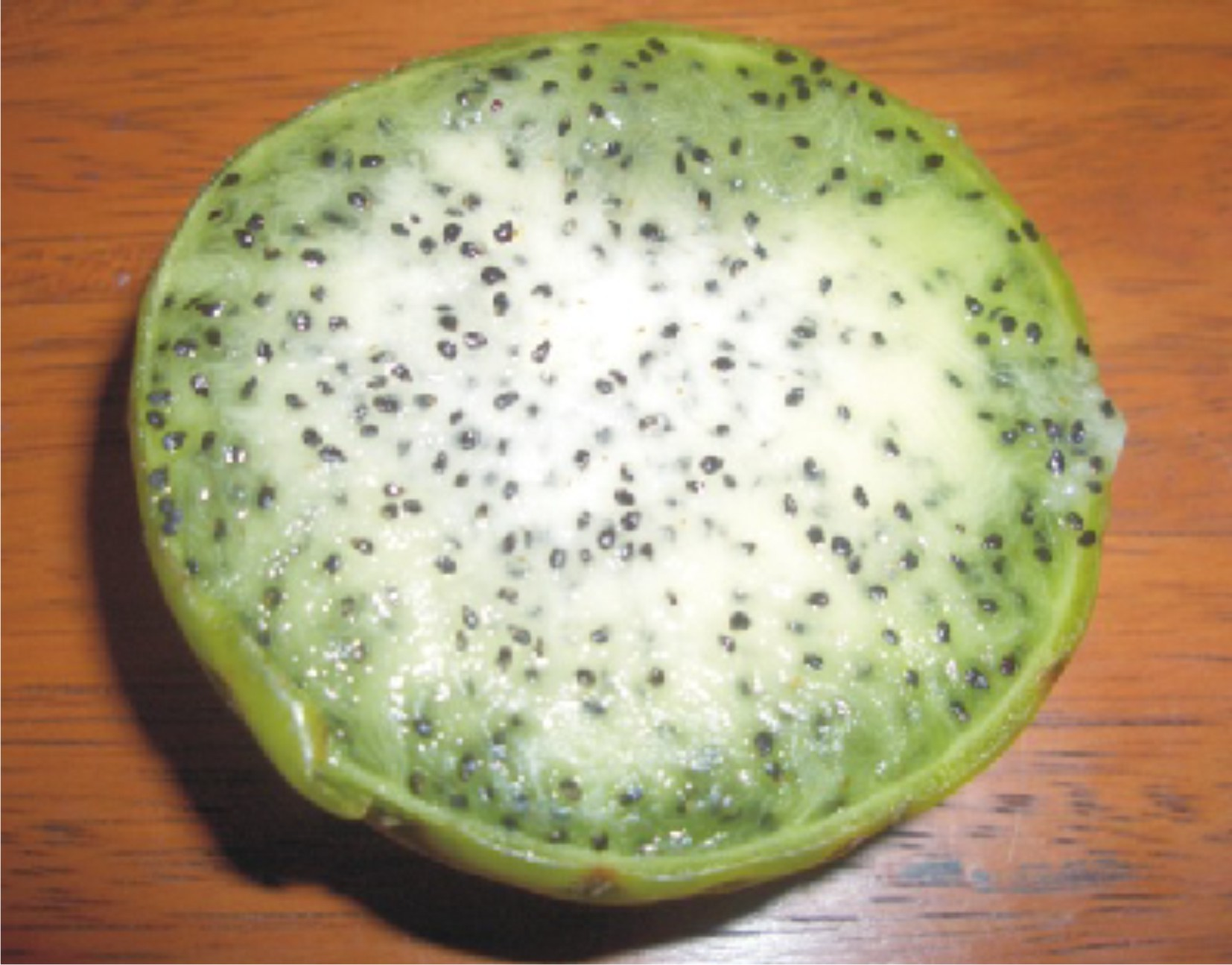
Interior del fruto

Se cultiva principalmente como planta ornamental y su propagación se realiza a través de semillas.
Además los frutos son comestibles y son ricos en ácido ascórbico. Se conocen como “sancayo” y se venden en los mercados peruanos de Arequipa y Tacna. Se comen frescos y maduros, y tienen un sabor ácido y agradable. También se elaboran jugos, bebidas alcohólicas, mazamorras y bebidas calientes.

### Uso medicinal
El jugo que se saca del fruto de éste cactus tiene propiedades laxantes y tenso-reguladores, por lo que previene la gastritis y las enfermedades del hígado. Además presenta alta concentración de potasio y posee propiedades antioxidantes.

### Otros usos
En Ayacucho (Perú) el tallo se usa para elaborar champú y la cáscara del fruto se usa para lavar el cabello.

## Nombres comunes
Los nombres comunes de esta especie son: cardón, cardón verde, guacalla, quisco de flores amarillas, sancayocactus, sanqui, sanky y tacaysiña.